# 娜杰拉·曼古什
娜杰拉·穆罕默德·曼古什 (阿拉伯语：نجلاء محمد المنقوش；1970年6月7日—）是一位利比亚外交官和律师。自2021年3月15日起，她一直担任利比亚阿卜杜勒·哈米德·德贝巴政府的外交部长。她是利比亚第一位女性外交部长，也是阿拉伯世界第五位担任外交部长的女性。

## 早年生活和教育

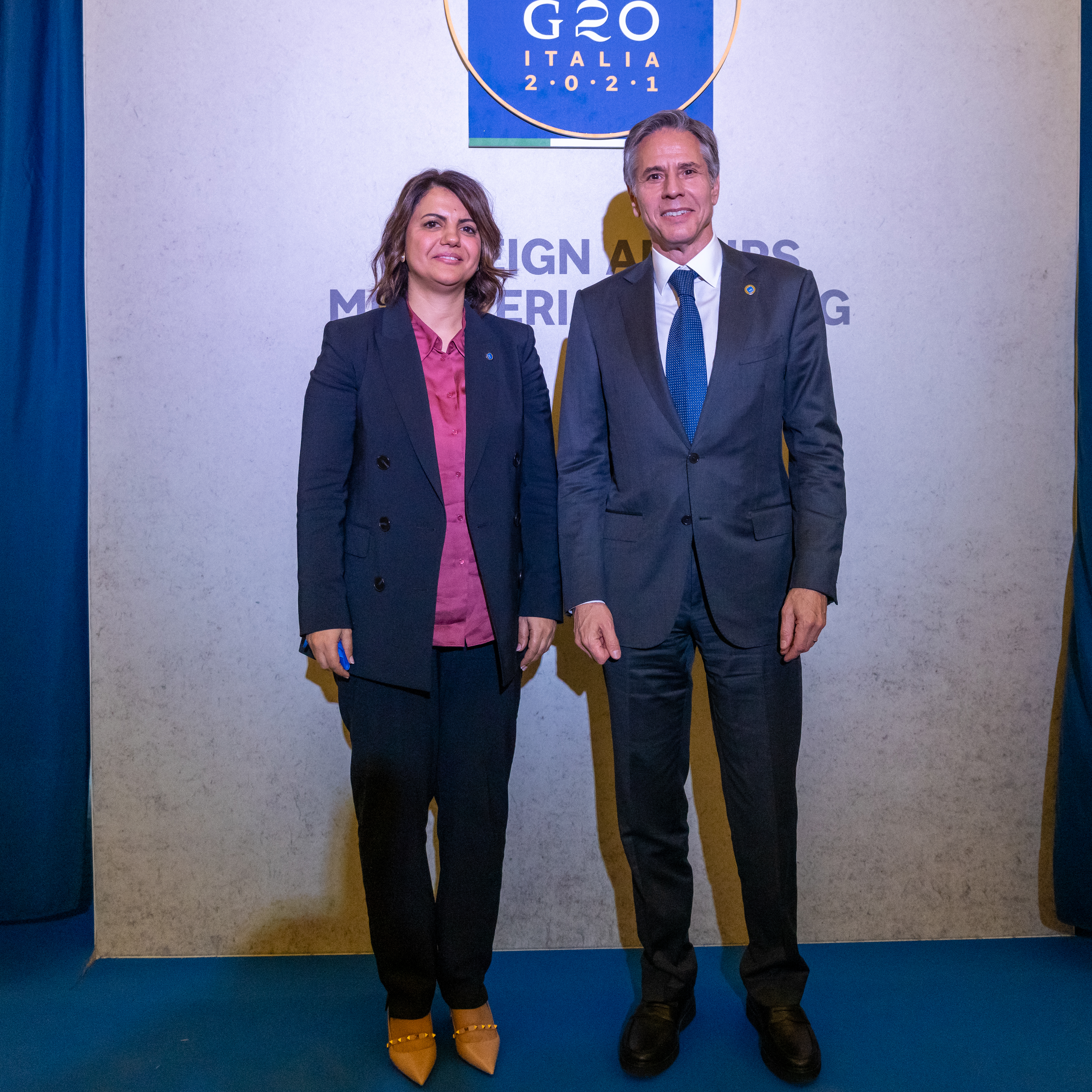
2021年6月29日曼古什在巴里会见美国国务卿安東尼·布林肯

曼古什出生于英国的一个来自利比亚的四个孩子的家庭，6岁时随家人返回班加西并在那里长大。曼古什在班加西大学（当时的加尤尼斯大学）接受过律师培训，后来成为该大学的法学助理教授。后来，她获得了美国富布赖特奖学金，并从弗吉尼亚州东门诺大学的正义与和平建设中心毕业。

## 职业生涯
作为解决冲突的专家，她是美国和平研究所（USIP）在利比亚的国家代表。
她曾在弗吉尼亚州阿灵顿的世界宗教、外交和冲突解决中心担任和平建设和传统法项目官员。
在第一次利比亞內戰期间，她领导了全国过渡委员会的公众参与部门，该部门负责处理民间社会组织。

## 外交部长
2021年3月15日，她成为阿卜杜勒·哈米德·德贝巴内阁的外交部长，该内阁是民族团结政府的一部分。她是利比亚首位女性外交部长。
2021年5月，她在呼吁土耳其遵守联合国决议并从利比亚撤出土耳其军队和雇佣军后，面临辞职压力并受到人身虐待。
2021年11月6日，总统委员会以在未与委员会协调的情况下执行外交政策的罪名将曼古什停职。她也被禁止旅行。 总理阿卜杜勒·哈米德·德贝巴对总统委员会暂停曼古什的职位提出异议，称任命或暂停政府部长的权力是他专属的。

## 奖项
2022年，曼古什获得美国国务院颁发的国际妇女勇气奖。
2023 年 8 月 27 日，纳吉拉·曼古什 (Najla Mangoush) 与以色列部长埃利·科恩 (Eli Cohen) 的会面播出后，她被停职，并对她展开调查。